# Sebastián Pagador
Sebastián Pagador is een provincie in het departement Oruro in Bolivia. De provincie heeft een oppervlakte van 1972 km² en heeft 13.153 inwoners (2012). De hoofdstad is Santiago de Huari.
Sabastián Pagador bestaat uit één gemeente:
- Santiago de Huari

Atahuallpa · 
Carangas · 
Cercado · 
Eduardo Avaroa · 
Ladislao Cabrera · 
Litoral de Atacama · 
Nor Carangas · 
Pantaléon Dalence · 
Poopó · 
Puerto de Mejillones · 
Sajama · 
San Pedro de Totora · 
Saucarí · 
Sebastián Pagador · 
Sud Carangas · 
Tomas Barrón